# Basiwka (rejon sumski)
Basiwka  (ukr. Басівка, ros. Басовка) – wieś we wschodniej Ukrainie, w rejonie sumskim obwodu sumskiego.

## Geografia
Miejscowość położona jest nad rzeką Łoknia, 13 km do najbliższego miasta (Sudża), 36,5 km od centrum administracyjnego rejonu i całego obwodu (Sumy).

## Demografia
W 2001 r. miejscowość liczyła sobie 647 mieszkańców. Na dzień 8 marca 2025 r. we wsi pozostało 2 osoby.